# 荻野検校
荻野 検校（おぎの けんぎょう、享保16年（1731年）2月 - 享和元年6月22日（1801年8月1日）は、江戸時代中期・後期の音楽家・平曲・地唄箏曲演奏家、検校。「平曲中興の祖」。都名は知一。安芸国猿楽町（現在の広島市中区大手町1丁目、紙屋町二丁目付近）生まれ。

## 来歴
幼時に失明。宝暦3年（1753年）に上洛し、前田流平曲を寺尾勾当に、波多野流平曲を河瀬検校に師事。明和2年（1765年）検校に登官。明和8年（1771年）、尾張第9代藩主・徳川宗睦に招かれて名古屋に移住し平曲普及に貢献、伝承が途絶える危機だった平曲を救う。安永5年（1776年）平曲譜本『平家正節』を編纂、完成させ貴重な遺産を残した。名古屋においては、仲ノ町に居を構えた。
荻野検校はその後も名古屋に留まり、後継者の育成に努め、その流は名古屋および京都に伝えられた。名古屋では吉沢検校、横井也有などが門弟として知られたが、一方京都では幕末に至り統が絶えたため、その後の平曲は名古屋が伝承の中心地になり、荻野の芸脈が守られ今日に至っている。